# Scott Wilson (Eishockeyspieler)
Scott Wilson (* 24. April 1992 in Oakville, Ontario) ist ein kanadischer Eishockeyspieler, der seit Dezember 2024 bei Salawat Julajew Ufa aus der Kontinentalen Hockey-Liga (KHL) unter Vertrag steht. Zuvor verbrachte der Angreifer unter anderem knapp drei Jahre bei den Pittsburgh Penguins, mit denen er 2017 den Stanley Cup gewann.

## Karriere
Scott Wilson wurde in Oakville geboren und spielte in seiner Jugend für die Georgetown Raiders im benachbarten Georgetown. Ohne in der Ontario Hockey League, der höchsten Juniorenliga seiner Heimat, berücksichtigt worden zu sein, wählten ihn die Pittsburgh Penguins im NHL Entry Draft 2011 an 209. und somit drittletzter Position aus. Im Anschluss schrieb sich der Angreifer im Herbst 2011 an der University of Massachusetts Lowell ein. Dort lief er fortan parallel zu seinem Studium für die UMass Lowell River Hawks in der Hockey East auf, eine Hochschul-Liga im Spielbetrieb der National Collegiate Athletic Association (NCAA). Als Freshman erreichte Wilson einen Punkteschnitt von über 1,0 (38 in 37 Spielen) und wurde in der Folge als Rookie des Jahres der Hockey East ausgezeichnet sowie ins All-Rookie Team der Liga gewählt. Im Jahr darauf gewann der Kanadier mit den River Hawks die Playoffs der Hockey East und erreichte in der Folge die Frozen Four, das Finale der Hochschul-Meisterschaft der USA, wo man allerdings im Halbfinale der Yale University unterlag. Nach einer weiteren Saison in Massachusetts unterzeichnete Wilson im April 2014 einen Entry Level Contract bei den Pittsburgh Penguins, die ihn wenig später bei ihrem Farmteam, den Wilkes-Barre/Scranton Penguins, in der American Hockey League (AHL) debütieren ließen.
Erwartungsgemäß verbrachte Wilson den Großteil der folgenden Saison 2014/15 in der AHL, wobei er in 55 Spielen auf 41 Scorerpunkte kam. Zudem gab er im Dezember 2014 sein Debüt für die Penguins in der National Hockey League (NHL), wobei diesem Einsatz drei weitere Spiele in den Stanley-Cup-Playoffs 2015 folgten. Die Spielzeit 2015/16 verbrachte der Angreifer in stetem Wechsel zwischen AHL und NHL, wobei er in der AHL erneut auf einen Punkteschnitt von über 1,0 kam (36 in 34 Spielen). Im März 2016 verlängerten die Penguins seinen im kommenden Sommer auslaufenden Vertrag um zwei Jahre. Mit Beginn der Saison 2016/17 etablierte sich Wilson endgültig im NHL-Aufgebot Pittsburghs und kommt dort fortan regelmäßig zum Einsatz. Am Ende der Spielzeit gewann er mit den Penguins den Stanley Cup.
Im Oktober 2017 gaben ihn die Penguins samt einem Drittrunden-Wahlrecht für den NHL Entry Draft 2018 an die Detroit Red Wings ab und erhielten im Gegenzug Riley Sheahan sowie ein Fünftrunden-Wahlrecht für den gleichen Draft. Etwas mehr als einen Monat später wechselte Wilson bereits weiter zu den Buffalo Sabres, die für ihn ein Fünftrunden-Wahlrecht im NHL Entry Draft 2019 nach Detroit schickten. In Buffalo war Wilson in der Folge knapp drei Spielzeiten aktiv, ehe er sich im Oktober 2020 als Free Agent den Florida Panthers anschloss.
Bei den Panthers kam Wilson im Saisonverlauf lediglich bei deren Farmteam, den Syracuse Crunch in der AHL zu Einsätzen, woraufhin sein Vertrag nicht verlängert wurde. Im Oktober 2021 wechselte er schließlich erneut als Free Agent zu den Charlotte Checkers. Dort änderte sich seine sportliche Situation hinsichtlich weiteren NHL-Einsätzen jedoch auch nicht. Wilson entschied sich daher im August 2022 seine Karriere in der Kontinentalen Hockey-Liga (KHL) beim HK Witjas fortzusetzen. Dort verbrachte der Kanadier zunächst zwei Spielzeiten, ehe er im Sommer 2024 zum Ligakonkurrenten HK Metallurg Magnitogorsk wechselte. Magnitogorsk verkaufte Wilson nach 30 Einsätzen Ende Dezember desselben Jahres an den Ligakonkurrenten Salawat Julajew Ufa.

## Erfolge und Auszeichnungen
- 2012 Hockey East Rookie of the Year
- 2012 Hockey East All-Rookie Team
- 2013 Lamoriello-Trophy-Gewinn mit der University of Massachusetts Lowell
- 2017 Stanley-Cup-Gewinn mit den Pittsburgh Penguins

## Karrierestatistik
Stand: Ende der Saison 2023/24
(Legende zur Spielerstatistik: Sp oder GP = absolvierte Spiele; T oder G = erzielte Tore; V oder A = erzielte Assists; Pkt oder Pts = erzielte Scorerpunkte; SM oder PIM = erhaltene Strafminuten; +/− = Plus/Minus-Bilanz; PP = erzielte Überzahltore; SH = erzielte Unterzahltore; GW = erzielte Siegtore; 1 Play-downs/Relegation; Kursiv: Statistik nicht vollständig)